# Maggiorante e minorante
In matematica, un maggiorante di un insieme è un qualsiasi elemento che è maggiore o uguale a tutti gli elementi dell'insieme. Per poter parlare di maggiore o uguale abbiamo bisogno di una relazione d'ordine, quindi l'insieme deve essere ordinato. È sempre meglio supporre che gli insiemi di cui si tratta siano sottoinsiemi di insiemi più grandi.
Sia {\displaystyle (X,\leq )} un insieme ordinato e {\displaystyle E\subseteq X,E\neq \emptyset }; si dice che un elemento {\displaystyle y\in X} è un maggiorante di {\displaystyle E} se per ogni {\displaystyle x\in E} si ha {\displaystyle x\leq y}.
Analogamente si definisce un minorante di un insieme {\displaystyle E} come un elemento {\displaystyle y\in X} tale che per ogni {\displaystyle x\in E} si ha {\displaystyle x\geq y}.
Se {\displaystyle E} ammette almeno un maggiorante (minorante) allora si dice che {\displaystyle E} è un insieme limitato superiormente (inferiormente). Un insieme che possiede sia maggioranti che minoranti si dice limitato.
In informatica, per lo studio dei costi di un algoritmo si utilizzano i rispettivi termini inglesi upper bound e lower bound.

## Esempi
- {\displaystyle X=\mathbb {N} ,E=\{1,2,3\}}, allora i suoi maggioranti sono {\displaystyle \{3,4,5,6,\ldots \}}, notare che anche 3 è maggiorante. I suoi due minoranti sono 0 e 1.
- {\displaystyle X=\mathbb {R} ,E=\{1,2,3\}}, i suoi maggioranti sono {\displaystyle \{x\in \mathbb {R} :x\geq 3\}} e i suoi minoranti {\displaystyle \{x\in \mathbb {R} :x\leq 1\}}.
- {\displaystyle X=\mathbb {R} ,E=\mathbb {R} } non ha maggioranti né minoranti.
- Nell'insieme degli interi positivi, parzialmente ordinato dalla relazione di divisibilità, l'insieme {\displaystyle \{2,3,4,5,6\}} ammette come maggioranti 60 e 120; 60 è il minimo dei suoi maggioranti.
- Nell'insieme degli interi positivi, parzialmente ordinato dalla relazione di divisibilità, l'insieme {\displaystyle \{20,30,40\}} ammette come minoranti 2, 5 e 10; 10 è il massimo dei suoi minoranti.